# Ofaqim
Ofaqim (en hebreu, אופקים, horitzó) és una ciutat del districte del Sud d'Israel, a 25 km de Beerxeba i a 50 km d'Asdod.

## Història
Ofaqim fou fundada el 1955 sobretot per immigrants marroquins i tunisians i, en menor nombre, d'Egipte, l'Iran i l'Índia, els quals havien de col·laborar a desenvolupar aquesta àrea fronterera de l'oest del Nègueb i fer-ne un centre comercial i cultural per als quibuts i moixavim de la regió. Entre 1991 i 1995 van arribar milers de nous immigrants des de l'URSS (més de 2.500 persones) i d'Etiòpia. El 1995 Ofaqim obtingué l'estatus de ciutat.

## Dades estadístiques

### Demografia
Segons l'Oficina Central d'Estadística d'Israel (CBS), la població de la ciutat era, l'any 2001, un 99,7% jueva o no-àrab, i no hi havia un nombre significatiu d'àrabs.
L'any 2001 hi havia 11.200 homes i 11.800 dones. La població de la ciutat es compon en un 41,8% de persones de menys de 20 anys, un 14,5% de persones d'entre 20 i 29 anys, un 18,5% d'entre 30 i 44, un 12,5% d'entre 45 i 59, un 3,6% d'entre 60 i 64, i un 9,1% de majors de 65. La taxa de creixement de la població aquell mateix any era de 0,6%.

### Ingressos
Segons la CBS, l'any 2000 hi havia 5.655 empleats i 300 autònoms a la ciutat. El salari mensual mitjà de la ciutat per als empleats era de 3.728 nous xéquels. El salari mitjà dels homes era de 4.761 nous xéquels i el de les dones era de 2.744 nous xéquels. Els ingressos mitjans dels autònoms eren de 4.776 nous xéquels. 526 persones rebien prestació d'atur i 3.538 ajuda social.

### Ensenyament
Segons la CBS, hi ha 19 centres educatius i 4.704 estudiants a la ciutat. Hi ha 13 escoles primàries amb 3.079 estudiants i 8 escoles secundàries amb 1.625 estudiants. L'any 2001, un 43,3% dels estudiants d'últim curs de secundària es van graduar.